# Sport Comércio e Salgueiros
El Sport Clube Salgueiros es un club polideportivo de Portugal en la ciudad de Oporto. Fue fundado con el nombre de Sport Comércio e Salgueiros en 1920 por fusión de Sport Porto e Salgueiros y Sport Comércio.
Las especialidades que se practican en el club son: 
- Atletismo
- Balonmano
- Fútbol
- Waterpolo
- Béisbol
- Fútbol americano

## Historia
El Sport Clube Salgueiros fue fundado en 1920, con la fusión del Sport Porto e Salgueiros y el Sport Comércio, que dio lugar al Sport Comércio e Salgueiros. El SCS utilizaba el Estádio Prof. Dr. Vieira de Carvalho, con una capacidad para 15,000 espectadores. 
En la temporada 1999-2000 el Salgueiros fichó a un delantero húngaro que pasaría a la historia de este deporte, Miklos Feher.
En 2005, por problemas financieros suprimió su equipo sénior y perdió su campo de siempre, manteniendo sus equipos base. Tres años después se formó un club sénior llamado Sport Clube Salgueiros, que acabó formando parte del Sport Comércio e Salgueiros, el cual adoptó el nombre definitivo y actual de Sport Clube Salgueiros en 2015.

## Fútbol
- II Divisão (Tercera División) (2): 1956-57, 1989-90
- Subcampeón de la II Divisão (3): 1935-36, 1950-51, 1959-60

## Waterpolo
- 14 veces campeón de la liga de Portugal de waterpolo masculino
- 2 veces campeón de la Copa de Portugal de waterpolo masculino
- 1 vez campeón de la liga de Portugal de waterpolo femenino